# تئاتر دراماتیک دولتی وارطان آجمیان گیومری
تئاتر دراماتیک دولتی وارطان آجمیان گیومری (ارمنی: Գյումրու Վարդան Աճեմյանի անվան պետական դրամատիկական թատրոն؛ انگلیسی: Gyumri State Drama Theater named after Vardan Ajemyan) (پیشتر تا سال ۱۹۳۸ آسکاناز مراویان) در سال ۱۹۲۸ تأسیس شد و در روز ۱ نوامبر با اجرای نمایش «شورش» اثر دیمیتری فورمانوف به کارگردانی ای. گولاکیان و نقش‌آفرینی م. آروشیان و و. شریشف رسماً افتتاح شد.

## بازیگران تئاتر دراماتیک
- آرمن آرمنیان
- تسولاک آمریکیان
- لوون ظهرابیان
- آروس آزناووریان
- آرکادی آرزومانیان
- پیش‌نویس:کارپ آردزرونیان hy:Կարպ Արծրունյան
- پیش‌نویس:ماریا مارتیروسیان hy:Մարիա Մարտիրոսյան
- آرتاوازد پاشایان (Արթուր Փաշայան)
- آروس آسریان
- آزات شرانتس
- ژانا توماسیان
- فرونزیک مکرتچیان
- پیش‌نویس:لوون آبراهامیان hy:Լևոն Աբրահամյան
- آرتاشس آبلیان
- پیش‌نویس:یلیزاوتا آلیخانیان hy:Ելիզավետա Ալիխանյան
- استپان هاروتیونیان
- آقاسی بادالیان
- پیش‌نویس:کریستاپور بادالیان hy:Քրիստոփոր Բադալյան
- پیش‌نویس:گای بیلریان hy:Գայ Բեյլերյան
- نینا بوخیان
- پیش‌نویس:یوری وسکانیان hy:Յուրի Ոսկանյան
- پیش‌نویس:آشوت گئورگیان hy:Աշոտ Գևորգյան
- آرتاشس گیوداکیان
- سیرانا قوکاسیان
- پیش‌نویس:واوارا کاراپتیان hy:Վարվարա Կարապետյան
- ماریا کاراپتیان
- پیش‌نویس:روزا ملیان hy:Ռոզա Մելյան
- پیش‌نویس:هنریخ مکرتچیان hy:Հենրիխ Մկրտչյան
- پیش‌نویس:ریما اوداباشیان hy:Ռիմա Օդաբաշյան
- پیش‌نویس:آلبرت سارگسیان hy:Ալբերտ Սարգսյան
- پیش‌نویس:گوهارینا صافاریان hy:Գոհարինա Սաֆարյան
- پیش‌نویس:واروارا تامرازیان hy:Վարվարա Թամրազյան
- پیش‌نویس:وارطان ترزیباشیان hy:Վարդան Թերզիբաշյան
- پیش‌نویس:اسمیرامیدا ترتریان hy:Սեմիրամիդա Տերտերյան
- پیش‌نویس:سرگئی چولاخیان hy:Սերգեյ Չոլախյան